# Liste des noms latins des villes des Balkans
Cet article donne une liste de villes de la péninsule des Balkans ayant fait partie de l'Empire romain ou dont le nom latin apparait dans des documents historiques.

## Albanie
| Nom latin              | Nom actuel                  |
| ---------------------- | --------------------------- |
| Amantia                | Plloçë - Vlorë              |
| Antigonea              | Gjirokastër                 |
| Antipatrea             | Berat                       |
| Apollonia              | Fier                        |
| Aulona                 | Vlora                       |
| Buthrotum              | Butrint                     |
| Bylis                  | Hekal - Ballsh              |
| Dyrrhachium (Epidamne) | Durrës                      |
| Lissus                 | Lezhë - Lyssos              |
| Scodra                 | Shkodër - Shkodra - Scutari |
| Terranda               | Tirana                      |
| Valebona               | Tropojë                     |

## Bosnie-Herzégovine
| Nom latin       | Nom actuel          |
| --------------- | ------------------- |
| Neuense         | Neum                |
| Pelva           | Livno - Ludricensis |
| Saloniana       | Mostar - Vitrinica  |
| Salvia, Salvium | Glamoč              |
| Serbinum        | Gradiška            |

## Bulgarie
| Nom latin                         | Nom actuel                  |
| --------------------------------- | --------------------------- |
| Abritum, Abrittus                 | Razgrad                     |
| Almus                             | Lom                         |
| Anchialus                         | Pomorié                     |
| Apollonia Pontica, Sozopolis      | Sozopol                     |
| Augusta Traiana, Augustra Trajana | Stara Zagora                |
| Bononia                           | Vidin                       |
| Diocletianopolis                  | Hissar, Hisarya ou Khisarya |
| Dionysopolis                      | Balčik                      |
| Durostorum                        | Silistra                    |
| Escus, Oescus                     | Gigen                       |
| Germanea                          | Sapareva Banya              |
| Marcianopolis                     | Devnya                      |
| Melta                             | Lovetch                     |
| Messembria                        | Nesebar                     |
| Montana                           | Montana                     |
| Nicopolis ad Istrum               | Nikyup                      |
| Nicopolis ad Nestum               | Gotsé Deltchev, Nevrokop    |
| Novae                             | Svichtov                    |
| Odessus¹, Odessos                 | Varna                       |
| Pautalia                          | Kyoustendil                 |
| Ratiaria                          | Artchar                     |
| Serdica                           | Sofia                       |
| Sexaginta Prista                  | Roussé                      |
| Storgosia                         | Pleven                      |
| Trimontium                        | Plovdiv                     |

## Croatie
| Nom latin             | Nom actuel                                   |
| --------------------- | -------------------------------------------- |
| Aenona                | Nin (Nona)                                   |
| Aequum                | Čitluk, près de Sinj                         |
| Albona                | Labin (Albona)                               |
| Andautonia            | Ščitarjevo près de Zagreb                    |
| Apsoris               | Cres                                         |
| Aqua Balissae         | Daruvar                                      |
| Aqua Viva             | Varaždin                                     |
| Aquama                | Čakovec                                      |
| Bona                  | Blagaj                                       |
| Cibalae               | Vinkovci                                     |
| Epidaurus, Epidauros  | Cavtat                                       |
| Flanona               | Plomin (Fianona)                             |
| Flumen                | Rijeka (Fiume), (Terra Fluminis Sancti Viti) |
| Iadera (Iader)        | Zadar (Zara)                                 |
| Issa                  | Vis (Lissa)                                  |
| Lopsica               | Sveti Juraj                                  |
| Mursa                 | Osijek                                       |
| Narona                | Vid, près de Metković                        |
| Neapolis-Aemonia      | Novigrad (Cittanova)                         |
| Nesactium             | Visače                                       |
| Oneum (Onaeum)        | Omiš                                         |
| Parentium             | Poreč (Parenzo)                              |
| Petina                | Pićan (Pedena)                               |
| Pharus                | Hvar (Lesina)                                |
| Piquentum             | Buzet (Pinguente)                            |
| Pola                  | Pula (Pola)                                  |
| Ragusa                | Dubrovnik (Raguse)                           |
| Rocium                | Roč (Rozzo)                                  |
| Salone                | Solin (Salone)                               |
| Scardona              | Skradin                                      |
| Senia                 | Senj (Zengg, Segna)                          |
| Siscia                | Sisak                                        |
| Spalatum              | Split (Spalato)                              |
| Tarsatica             | Rijeka (Fiume) (Trsat, Tersatto)             |
| Tragurion (Tragurium) | Trogir (Traù)                                |
| Vegium                | Karlobag                                     |

## Grèce
| Nom latin                                         | Nom actuel ou forme française          |
| ------------------------------------------------- | -------------------------------------- |
| Acharnae¹                                         | Acharnes                               |
| Aegina                                            | Égine                                  |
| Agrinium¹                                         | Agrínio                                |
| Almyrus¹                                          | Almyros                                |
| Amphilochia¹                                      | Amphilochie                            |
| Amphipolis¹                                       | Amphipolis                             |
| Amphissa¹                                         | Amphissa - Amfissa                     |
| Argos¹                                            | Argos                                  |
| Atalanta                                          | Atalante - Atalanta                    |
| Athenae¹                                          | Athènes                                |
| Berroea                                           | Véria                                  |
| Carystus¹                                         | Carystos - Carystus                    |
| Cenchreae¹                                        | Kechries - Cenchrées, près de Corinthe |
| Chalcis¹                                          | Chalcis                                |
| Corcyra³                                          | Corfou                                 |
| Corinthus¹                                        | Corinthe                               |
| Delphi¹                                           | Delphes                                |
| Dodona¹                                           | Dodone                                 |
| Eleusis¹                                          | Éleusis                                |
| Epidaurus¹                                        | Épidaure                               |
| Gythium                                           | Gythion                                |
| Heraclium¹                                        | Héraklion                              |
| Isthmia¹                                          | Isthmia                                |
| Laurium, (Thoricum avant le Ier siècle av. J.-C.) | Laurion                                |
| Leucas                                            | Leucade                                |
| Marathon, Marathonis¹                             | Marathon                               |
| Megalopolis¹                                      | Mégalopolis                            |
| Megara                                            | Mégare                                 |
| Mycenae                                           | Mycènes                                |
| Naupactus                                         | Naupacte                               |
| Nauplium¹                                         | Nauplie                                |
| Nemea¹                                            | Némée                                  |
| Nicopolis¹                                        | Nicopolis                              |
| Olympia¹                                          | Olympie                                |
| Olympias¹                                         | Olympias                               |
| Orchomenos¹                                       | Orchomène                              |
| Paeania¹                                          | Péania                                 |
| Patrae¹, Ares Patrensis                           | Patras                                 |
| Phalerum                                          | Phalère                                |
| Philippi                                          | Philippes                              |
| Piraeus                                           | Le Pirée                               |
| Potidaea¹                                         | Potidée - Potidaia                     |
| Salamis¹                                          | Salamine                               |
| Sparta¹                                           | Sparte                                 |
| Tegea                                             | Tégée                                  |
| Thebae (Boeotia/Athenae)                          | Thèbes                                 |
| Thermopylae¹                                      | Thermopyles                            |
| Thessalonica, Salonica¹                           | Thessalonique                          |
| Tripolis                                          | Tripoli                                |
| Troezen, Troezena¹                                | Trézène                                |
| Uranopolis¹                                       | Ouranoupoli                            |
| Zycanthus, Zacynthus¹                             | Zante                                  |

## Kosovo
| Nom latin | Nom actuel |
| --------- | ---------- |
| Ulpiana   | Lipljan    |

## Macédoine du Nord
| Nom latin        | Nom actuel |
| ---------------- | ---------- |
| Monasterium      | Bitola     |
| Scopium, Scupium | Skopje     |

## Monténégro
| Nom latin                             | Nom actuel                     |
| ------------------------------------- | ------------------------------ |
| Dioclea (Doclea)                      | Podgorica - Titograd - Ribnica |
| Anderva or Anderba                    | Nikšić                         |
| Rhizon (Rhisium), Rhizinium, Risinium | Risan                          |

## Roumanie
| Nom latin                            | Nom actuel                     |
| ------------------------------------ | ------------------------------ |
| Abrittus                             | Abrud                          |
| Aegyssus                             | Tulcea                         |
| Ad Aquas                             | Călan                          |
| Ad Mediam                            | Mehadia                        |
| Ad Pannonios                         | Teregova                       |
| Ad Stoma                             | Brețcu                         |
| Alburnus Maior                       | Roșia Montană                  |
| Altinum                              | Oltina                         |
| Ampelum                              | Zlatna                         |
| Angustia, Cumidava                   | Râșnov                         |
| Apulum                               | Alba Iulia                     |
| Arcidava                             | Vărădia                        |
| Alburnus Maior                       | Roșia Montană                  |
| Argamum                              | Jurilovca                      |
| Arutela                              | Călimănești                    |
| Axiopolis                            | Cernavodă                      |
| Bersobis, Berzobis                   | Berzovia                       |
| Brucla                               | Aiud                           |
| Calatis, Callatis                    | Mangalia                       |
| Caput Stenarum                       | Boiţa                          |
| Carsium                              | Hârșova                        |
| Centum Putea                         | Surducu Mare                   |
| Cibinum                              | Sibiu, Județ de Sibiu          |
| Civitas Iassiorum, Aski              | Iași                           |
| Civitas Insulae Marmatiae            | Sighetu Marmației              |
| Civitas Moldaviae, Moldvaria         | Baia, Județ de Suceava         |
| Claudiopolis, Napoca                 | Cluj                           |
| Colonia Ulpia Traiana, Sarmizegetusa | Grădiştea de Munte             |
| Dierna                               | Orșova                         |
| Drobeta                              | Turnu Severin                  |
| Germisara                            | Geoagiu                        |
| Halmyris                             | Sarichioi                      |
| Histria                              | Istria                         |
| Lederata                             | Rama                           |
| Media                                | Mediaș                         |
| Micia                                | Veţel                          |
| Noviodunum                           | Isaccea                        |
| Porolissum                           | Moigrad                        |
| Potaissa                             | Turda                          |
| Praetorium                           | Copăceni                       |
| Resculum                             | Bologa                         |
| Romula-Malva                         | Reşca Dobrosloveni             |
| Salinae                              | Ocna Mureș                     |
| Sucidava                             | Celei                          |
| Stratonis                            | Costinești                     |
| Tapae                                | Poarta de Fier a Transilvaniei |
| Tibiscum                             | Jupa                           |
| Tomis                                | Constanța                      |
| Troesmis                             | Igliţa                         |
| Ulmetum                              | Pantelimonul de Sus            |

## RoumélieouThraceturque (Turquie)
| Nom latin                              | Nom actuel et forme française |
| -------------------------------------- | ----------------------------- |
| Adrianopolis                           | Edirne - Adrianople           |
| Aenus                                  | Enez                          |
| Byzantium, Constantinopolis, Roma Nova | Istanbul                      |
| Gallipolis                             | Gelibolu                      |
| Perinthus, Heraclea                    | Marmara Ereğli                |
| Rhodostus                              | Tekirdağ                      |
| Salmidessus, Medeea                    | Kıyıköy                       |

## Serbie
| Nom latin              | Nom actuel                  |
| ---------------------- | --------------------------- |
| Acumincum              | Stari Slankamen - Slankamen |
| Bononia                | Banoštor                    |
| Cusum                  | Petrovaradin                |
| Naissus                | Niš                         |
| Neoplanta              | Novi Sad                    |
| Remesiana              | Bela Palanka                |
| Singidunum             | Belgrade                    |
| Sirmium                | Sremska Mitrovica           |
| Turres                 | Pirot                       |
| Viminacium (Iminacium) | Kostolac                    |

## Slovénie[3]
| Nom latin                          | Nom actuel        |
| ---------------------------------- | ----------------- |
| Ad Pirum                           | Hrušica           |
| Aegida, Capris, Caput Histriae     | Koper/Capodistria |
| Atrans                             | Trojane           |
| Carnium, Carnioburgum              | Kranj             |
| Castra, Castra ad Fluvium Frigidum | Ajdovščina        |
| Celeia                             | Celje             |
| Emona, Aemona, Labacum             | Ljubljana         |
| Lithopolis                         | Kamnik            |
| Longatico, Longaticum              | Logatec           |
| Marburgum                          | Maribor           |
| Nauportus                          | Vrhnika           |
| Neviodunum                         | Drnovo (en)       |
| Poetovio                           | Ptuj              |
| Pyrrhanum                          | Piran             |